# Годвін Монтанаро
Годвін Монтанаро (Godwin Montanaro) (1948) — мальтійський дипломат. Надзвичайний і Повноважний посол Мальти в Польщі та в Україні за сумісництвом.

## Життєпис
Годвін Монтанаро народився в 1948 році і здобув освіту в коледжі Св. Едварда. Він почав свою професійну кар'єру в індустрії подорожей і туризму в 1969 році, коли він приєднався до Мальтійських авіаліній. Протягом багатьох років він займав різні керівні посади в ділових і туристичних секторах.
 
Він долучився до міністерства закордонних справ Мальти у 2004 році і працював у ранзі посла. У 2005 році він був призначений послом резидентом Мальти в Саудівської Аравії, і посол-нерезидент в Бахрейн, Кувейт, Оман, Об'єднані Арабські Емірати, Катар і Ємен.
 
З 2010 по 2013 рр. — посол резидент Мальти в Республіці Польща та посол-нерезидент в Україні, Грузії та Молдові.

## Нагороди та відзнаки
- Медаль «Pro Patria»